# Liste der Nummer-eins-Hits in Mexiko (2021)
Diese Liste der Nummer-eins-Hits basiert auf den offiziellen mexikanischen Streamingcharts im Jahr 2021, die durch AMPROFON, die nationale Landesgruppe der IFPI, ermittelt werden. Aufgrund lückenhafter Veröffentlichung und Archivierung der Chartseiten sind nicht zu allen Wochen Chartdaten verfügbar. Ab Mai erfolgte die Aktualisierung in so großen Abständen, dass die Daten praktisch unbrauchbar sind und die Auflistung deshalb abgebrochen wurde.

## Singles
| ← 2020 ← | Liste der Nummer-eins-Hits in Mexiko | Liste der Nummer-eins-Hits in Mexiko | Liste der Nummer-eins-Hits in Mexiko | 2022 →                    |
| \| Zeitraum \| Wo. ges. \| Interpret \| Titel Autor(en) \| Zusätzliche Informationen \| \| (Zeitraum, Wochen auf Platz eins, Interpret, Titel, Autor[en], zusätzliche Informationen) \| \| \| \| \| \| ----------------------------------------------------------------------------------------- \| -------- \| ------------------------------------ \| ------------------------------------------------------------------------------------------------------------------------------------------------------------------------------------------------------------------------------------------------- \| ------------------------- \| \| 25. Dezember 2020 – 4. März 2021 10 Wochen (insgesamt 15) \| 15 \| Bad Bunny & Jhay Cortez \| Dákiti Benito Antonio Martínez Ocasio, Gabriel Mora Quintero, Egbert Enrique Rosa Cintrón, Laner Nydia Yera, Jesús Manuel Nieves Cortez, Marcos Efraín Masís Fernández \| – \| \| 5. März 2021 – 1. April 2021 4 Wochen \| 4 \| Kali Uchis \| Telepatía Marcos Masis, Servando Moriche Primera Mussett, Karly Loaiza, Manuel Lara, María Cristina Chiluiza Calderon, Alberto Carlos Melendez \| – \| \| \| \| \| \| \| \| \| \| \| \| \| \| 16. April 2021 – 22. April 2021 1 Woche \| 1 \| Los Legendarios, Wisin & Jhay Cortez \| Fiel Juan Luis Morera Luna, Egbert Enrique Rosa Cintrón, Marcos Alfonso Ramírez Carrasquillo, Víctor R. Torres Betancourt, Christian Andres Linares-Carrasquillo, Laner Nydia Yera, Jesús Manuel Nieves Cortez, José Cotto, Gabriel Mora Quintero \| – \| \| 23. April 2021 – 29. April 2021 1 Woche \| 1 \| Gera MX & Christian Nodal \| Botella tras botella Gerardo Daniel Torres Montante, Denilson Meléndez Jaramillo, Víctor Yael García Zenteno, Erick Gutiérrez Cervantes, Christian Nodal, Edgar Barrera \| – \| |                                      |                                      | |                           |
| ← 2020 |                                      |                                      | | → 2022 →                  |
| Zeitraum | Wo. ges.                             | Interpret                            | Titel Autor(en) | Zusätzliche Informationen |
| (Zeitraum, Wochen auf Platz eins, Interpret, Titel, Autor[en], zusätzliche Informationen) |                                      |                                      | |                           |
| 25. Dezember 2020 – 4. März 2021 10 Wochen (insgesamt 15) | 15                                   | Bad Bunny & Jhay Cortez              | Dákiti Benito Antonio Martínez Ocasio, Gabriel Mora Quintero, Egbert Enrique Rosa Cintrón, Laner Nydia Yera, Jesús Manuel Nieves Cortez, Marcos Efraín Masís Fernández                                                                            | –                         |
| 5. März 2021 – 1. April 2021 4 Wochen | 4                                    | Kali Uchis                           | Telepatía Marcos Masis, Servando Moriche Primera Mussett, Karly Loaiza, Manuel Lara, María Cristina Chiluiza Calderon, Alberto Carlos Melendez | –                         |
| |                                      |                                      | |                           |
| |                                      |                                      | |                           |
| 16. April 2021 – 22. April 2021 1 Woche | 1                                    | Los Legendarios, Wisin & Jhay Cortez | Fiel Juan Luis Morera Luna, Egbert Enrique Rosa Cintrón, Marcos Alfonso Ramírez Carrasquillo, Víctor R. Torres Betancourt, Christian Andres Linares-Carrasquillo, Laner Nydia Yera, Jesús Manuel Nieves Cortez, José Cotto, Gabriel Mora Quintero | –                         |
| 23. April 2021 – 29. April 2021 1 Woche | 1                                    | Gera MX & Christian Nodal            | Botella tras botella Gerardo Daniel Torres Montante, Denilson Meléndez Jaramillo, Víctor Yael García Zenteno, Erick Gutiérrez Cervantes, Christian Nodal, Edgar Barrera                                                                           | –                         |